# Колбель (гміна)
Гміна Колбель (пол. Gmina Kołbiel) — сільська гміна у центральній Польщі. Належить до Отвоцького повіту Мазовецького воєводства.
Станом на 31 грудня 2011 у гміні проживало 8085 осіб.

## Площа
Згідно з даними за 2007 рік площа гміни становила 106.44 км², у тому числі:
- орні землі: 71.00%
- ліси: 20.00%

Таким чином, площа гміни становить 17.30% площі повіту.

## Населення
Станом на 31 грудня 2011:
| Опис     | Загалом | Загалом | Чоловіки | Чоловіки | Жінки | Жінки |
| -------- | ------- | ------- | -------- | -------- | ----- | ----- |
| одиниця  | осіб    | %       | осіб     | %        | осіб  | %     |
| все      | 8085    | 100     | 3986     | 49.30    | 4099  | 50.70 |
| міське   | 0       | 100     | 0        |          | 0     |       |
| сільське | 8085    | 100     | 3986     | 49.30    | 4099  | 50.70 |

## Сусідні гміни
Гміна Колбель межує з такими гмінами: Вйонзовна, Мінськ-Мазовецький, Осецьк, Пілява, Сенниця, Целестинув.